# Steppengras-Stielporling
Der Steppengras- oder Wurzel-Stielporling (Picipes rhizophilus, Syn.: Polyporus rhizophilus) ist eine in Deutschland sehr seltene Pilzart aus der Familie der Stielporlingsverwandten (Polyporaceae). Die Fruchtkörper sind kaum größer als 3 cm und erscheinen am Wurzelballen alter Büschel diverser Steppengräser.

## Merkmale

### Makroskopische Merkmale
Der Steppengras-Stielporling bildet recht kleine Fruchtkörper. Der 1–3(–4) cm breite Hut ist rundlich, zunächst gewölbt und später flach oder bisweilen etwas nabelartig eingedrückt. Der Rand ist scharf abgesetzt bis etwas eingerollt und bisweilen schwach buchtig-gelappt. Eingetrocknete Fruchtkörper erscheinen im Alter oft unregelmäßig verbogen. Die anfangs weißliche, dann blass ocker- bis cremefarbene Huthaut ist glatt bis schwach-runzelig und fein samtig beschaffen. Sie unterscheidet sich nur wenig vom Hutfleisch. Die weiße bis blass cremefarbene Huttrama ist lediglich 2–4 mm dick, am Rand dünner und hat eine lederig-fleischige Konsistenz. Seltener deutet die Oberfläche vergilbte Schuppen an. Die Röhren auf der Hutunterseite sind zunächst weiß und später cremefarben bis schmutzig dottergelb gefärbt. Sie sind 1–1,5(–2) mm lang und am Hutansatz sowie -rand entsprechend kürzer. Die gleichfarbigen Mündungen fallen mit 0,5–1 × 0,25–0,5 mm ziemlich groß aus; pro mm² finden meist 3–4 Poren Platz. Die Poren sind unregelmäßig elliptisch-kantig bis wabig geformt und laufen weit, teilweise bis zur Basis am Stiel herab. Rauschert erinnert das Aussehen an den Rötenden Saftwirrling (Abortiporus biennis). Der (1–)2–2,5(–3) cm lange und (2–)3–5(–6) mm dicke Stiel ist zentral bis exzentrisch am Hut angewachsen. Er ist oft etwas verbogen, vollfleischig und seltener etwas hohl. Die Stielbasis ist mäßig verdickt und sitzt auf den bodennahen bis flach unterirdischen abgestorbenen Teilen der Steppengräser auf. Die Stielrinde ist glatt, zum Hut hin weißlich und von der Basis her schwärzlich berußt bis schwarzbraun gefärbt.

### Mikroskopische Merkmale
Das Hyphensystem ist dimitisch. Die generativen Hyphen sind dünnwandig, 3-5(-7) Mikrometer breit und besitzen Schnallen an den Septen. Die Skeletthyphen sind dickwandig, verzweigt und messen 2-5 μm im Durchmesser. Zystiden fehlen. An den 15–28 × 4,5–6 µm großen, keuligen und hyalinen Basidien reifen elliptische bis spindelige und an der Basis etwas schief zugespitzte Sporen heran. Diese sind ebenfalls hyalin, glattwandig und meist mit 1(–2) Öltropfen gefüllt. Die in der Literatur angegebenen Sporenmaße (Zitat Rauschert) weichen voneinander ab:
| Autoren                          | Sporenlänge    | Sporenbreite |
| -------------------------------- | -------------- | ------------ |
| Bondarzev (1952)                 | 7,5–10(–11) µm | 3–4(–4,5) μm |
| Łuszczyński & Łuszczyńska (2010) | 6-10 µm        | (2-)3-4 µm   |
| Moesz (1913)                     | 9–13 µm        | 3–4,5 µm     |
| Pilät (1936)                     | 6–7,5 µm       | 2,5–3 μm     |
| Patouillard (1894) Hruby (1931)  | 10–12 µm       | 4 μm         |
| Rauschert (1962)                 | 8–9,5 µm       | 3,5–4 µm     |
| Zerova (1957)                    | 9–11(–12) µm   | 4–4,5(–5) µm |

## Ökologie und Phänologie

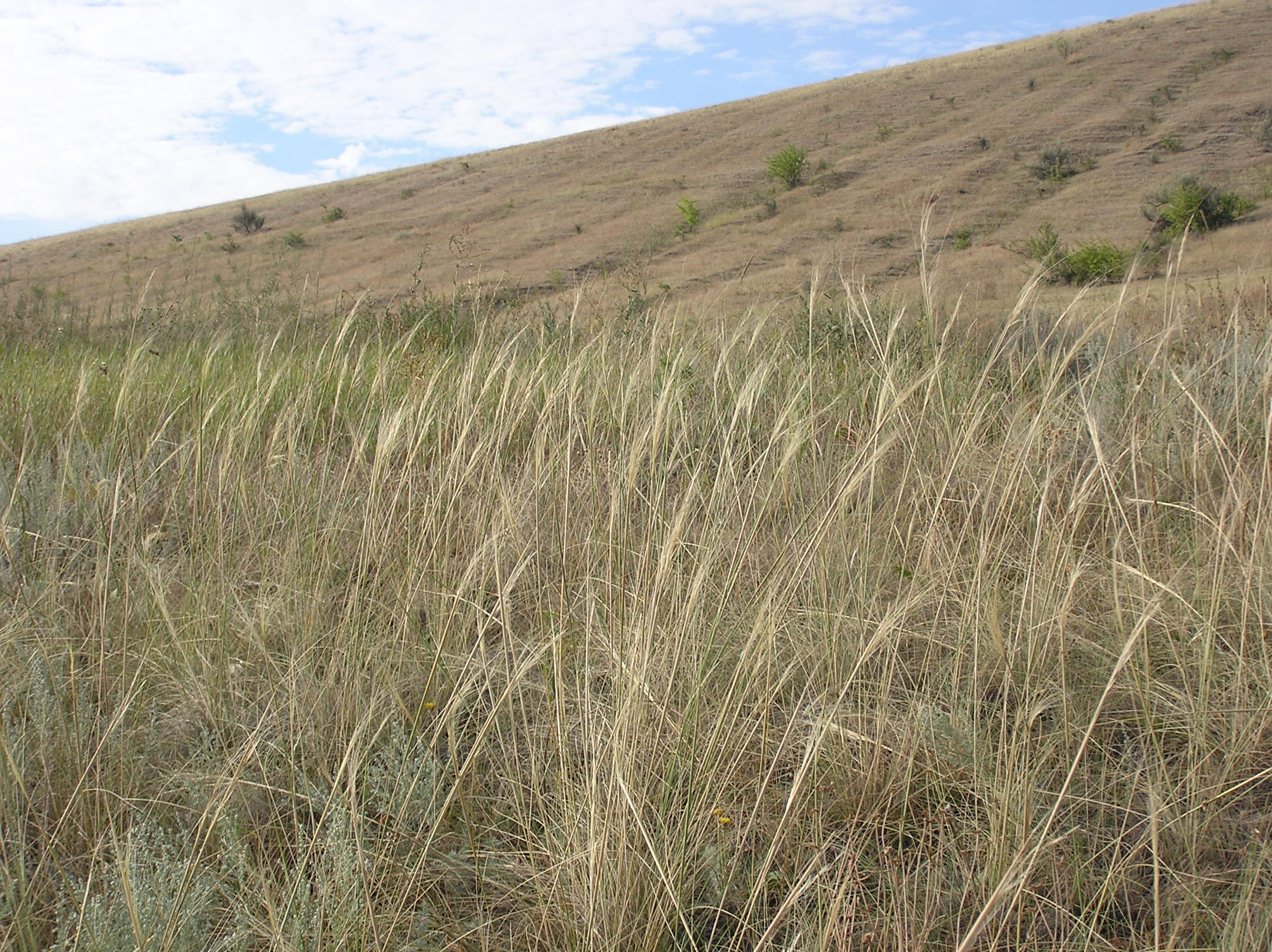
Das Haar-Pfriemgras spielt im Substratspektrum des Wurzel.Stielporlings eine große Rolle.

Der Steppengras-Stielporling lebt an der Basis alter Büschel diverser Steppengräser. Als Substrate nennt Rauschert Arten der Gattung Federgräser (Stipa), besonders das Haar-Pfriemgras (Stipa capillata), daneben Stipa joannis, das Gelbscheidige Federgras (Stipa pulcherrima), Stipa lessingiana, die Graugrüne Quecke (Elymus hispidus) und weitere Queckenarten (Elymus sp.), das Gewöhnliche Bartgras (Bothriochloa ischaeum), das Gewöhnliche Hundszahngras (Cynodon dactylon) und die Fingerhirse (Digitaria sp.). Rauschert selbst fand die Fruchtkörper des Steppen-Stielporlings an Walliser Schaf-Schwingel (Festuca valesiaca). Ob der Pilz darauf parasitisch oder rein saprobiontisch lebt, ist unklar. Die Art bewohnt wie ihre Wirtsgräser Steppen und Trockenrasen.
Die Fruchtkörper erscheinen im Spätherbst oder zeitigen Frühjahr.

## Verbreitung
Der Steppengras-Stielporling ist eine Art der trockenwarmen Steppengebiete und kommt in der eurasischen Steppenzone und in Nordafrika (Algerien – die Herkunft des Typusmaterials) vor. Er wurde in Deutschland (Raum Merseburg – der westlichste Fundort), der Schweiz, Ungarn, Tschechien, der Slowakei, Russland, der Ukraine und Kasachstan gefunden.

## Anmerkung
1. ↑  
Laut Autor ergeben die Messungen keine statistisch gesicherten Werte, da nur vereinzelte Sporen gefunden wurden; sie entsprechen am besten den Angaben Bondarzevs.